# 貝托 (葡萄牙足球運動員)
贝托（葡萄牙語：António Alberto Bastos Pimparel；1982年5月1日—）是一位葡萄牙足球運動員。在場上的位置是守門員。他也代表葡萄牙國家足球隊參賽。